# عقد لمفية حرقفية غائرة
العقد اللمفية الحرقفية الغائرة أو العقد اللمفية الحرقفية الداخلية (باللاتينية: nodi lymphoidei iliaci interni) هي عقدٌ لمفيّة تحيطُ الشريان الحرقفي الغائر وتفرعاته (الأوعية خَثَلِيّة)، وتتلقى الأوعية اللمفية المُقابلة لتوزيع فروعها؛ أي تتلقى اللمف من كُل أحشاء الحوض، من الأجزاء العميقة في العجان، بما في ذلك الأجزاء الغشائية والكهفية من الإحليل، ومن الأرداف والجزء الخلفي للفخذ. كما تًصرف الغدد اللمفية الحرقفية الغائرة  النصف العلوي من المستقيم، فوق الخط المسنن.
لا تتلقى اللمف من المبيض أو الخصية، والتي تُصرف نحو العقد اللمفية المجاورة للأورطى.

## صور إضافية

العقد اللمفية الناحية
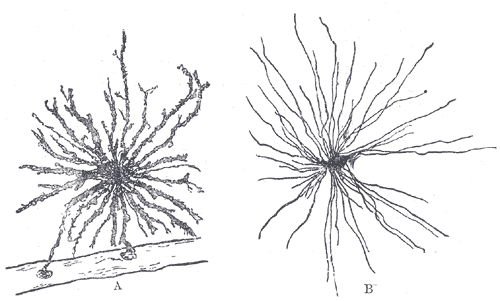
العد اللمفية الغائرة وأوعية الصدر والبطن